# Банник (артиллерия)
Ба́нник — орудийная принадлежность, деревянная колодка со щёткой на древке для очистки канала картузного артиллерийского орудия от порохового нагара после выстрела и гашения остатков тлеющего зарядного картуза (во избежание преждевременного воспламенения нового заряда).
Для предохранения банников от пыли на них надевали кожаные чехлы или устанавливали их на сошках.

## Описание
Банник имел цилиндрическую (для пушек) или коническую (для мортир и гаубиц) форму. Для последних использовались два банника — один для канала и один для каморы. С целью повышения эффективности гашения, банник перед использованием смачивали в воде с уксусом, которая находилась при орудии в специальных баклагах. В полевых условиях для ускорения заряжания второй конец древка комплектовался прибойником — цилиндром для досылания зарядного картуза.
Позже от использования комбинированных принадлежностей отказались: в случае досрочного взрыва заряда при досылке его прибойником с загнутым концом, артиллерист лишался руки, но оставался жив, в отличие от использования прямого древка. Щётки банника изготавливались из свиной щетины, чёсанного камыша, овчины. При стрельбе снарядами со свинцовой оболочкой применялись банники (кардовые банники) с металлической щёткой или из кордовой ткани с армированием медной проволокой для удаления из канала орудия остатков свинца. После начала применения гильз и бездымного пороха банение стволов было прекращено. Банники сохранились в составе артиллерийских принадлежностей как инструмент общего ухода и чистки орудийного канала, после завершения стрельбы и для смазывания канала орудийным салом.
Во время Первой мировой войны, с возвращением артиллерии к раздельному заряжанию, то есть к досылке при заряжании снаряда и гильзы раздельно, на конце банника стали насаживать прибойник для досылки снаряда.

## Дополнительная информация
- Выдержка из «Инструкции Артиллерийской команды Его Императорского Высочества» (артиллерийской роты Гатчинских войск Великого князя Павла Петровича:

Батарейный начальник командует: «Батарея, шаржируй, по команде без картуза заряжай! Бань пушку!» По сему тот, которой с банником, левою ногою выступит перед колесом, преподымет банник чрез колесо, дабы песок или пыль на него попасть не могла, и правую ногу поставит вперед, чтоб он стоял параллельно с орудием, корпус немного отделяет и становится так, чтоб ему способно и легко было предположенное исполнять, потом поставит он банник в дуло левою рукою, а правою посылает до казны, кладет правую руку на банник и поворачивает его в канале, потом выдергивает сильно и разом, поворачивает его левою рукою и держит прибойник у края дула.— по материалам Отдела рукописей РНБ
- В ходе Бородинского сражения, при атаке польских улан на батарею, генерал-лейтенант артиллерии, сорокашестилетний дворянин богатырского сложения Василий Костенецкий, не довольствуясь саблей, схватил в руки банник и стал крушить лёгких кавалеристов этим оружием до тех пор, пока банник не сломался. Прочие артиллеристы последовали примеру Костенецкого, отбиваясь тесаками, банниками и просто кулаками, и враги отступили. Когда об этом узнал император Александр I, он поинтересовался у Костенецкого, как его отблагодарить? Генерал предложил делать железные банники вместо деревянных. «Мне не трудно ввести железные банники, — ответил император. — Но где найти таких Костенецких, которые могли так ловко владеть ими?»